# Posztmodern tervezés
A posztmodern tervezés legnagyobb különbsége a modern felfogásokhoz képest (mint például a kommunikatív – kollaboratív tervezés), hogy megkérdőjelezi a konszenzus jelentőségét. Nem beszél közmegegyezésről, a követendő normákat, célokat magából a kommunikációs interakcióból, a vélemények és az érdekek ütköztetéséből vezeti le. Ez új módszerek bevezetését teszi szükségessé. Még nem alakultak ki határozott elméleti és gyakorlati kritériumok, csak körvonalazódó alapállításokról beszélhetünk.
Az irányzat kritikáját épp az az irányzat adja, amelynek leváltására jött létre: a modernség. Jürgen Habermas töretlenül kitart az ész programja mellett, szerinte nem kell feladni a modernség központi ideáit, mindössze be kell fejezni a „modernség befejezetlen projektjét”.

## A modernitás és a posztmodern
A posztmodern társadalomfilozófia képviselői szerint a modernség menthetetlenül megbukott. Leegyszerűsítve Lyotard a „posztmodernt” a nagy elbeszélésekkel (metanarratíva) szembeni bizalmatlanságként határozza meg. A „nagy elbeszélés” egy korszak vezető eszméje, amely egyetemes jelleggel magyaráz társadalmi, tudományos, történelmi jelenségeket, ezzel egyszersmind igazolja létezésének helyességét. Ilyen például a mitológia, de a tudományba vetett hit, a racionalitás is. Tehát nem létezik abszolút igazság, csak konkrét helyen és időben elfogadott normák.
Lyotard szerint a tudomány (így a tervezés is) mindig ellentétben állt ezekkel az elbeszélésekkel, többségük csak mesének bizonyult. Az az állítás, mely szerint a kommunikáció során az üzenet feladója és címzettje konszenzusba kerülnek az elme racionalitása révén, csak optimista feltételezés, amely a felvilágosodás során keletkezett, azt állítván, hogy ezzel képes az emberiség a felemelkedésre (mind erkölcsi, mind politikai értelemben). Tehát a felvilágosodás-kori haladás ígérete megkérdőjelezhető.

## Posztmodern tervezés

### Tervezés a posztmodern korban
A „posztmodern tervezés” jelzős szerkezet ellentmondásos Dr. Faragó László  szerint. A posztmodern társadalomfilozófiai teóriákat ugyanis lehetetlen átültetni a tervezés gyakorlatába, mivel azok megkérdőjelezik az értelem felsőbbrendűségét, a célok racionális megalapozhatóságát, vagyis a hagyományos tervezés lehetőségét. A cselekvési alternatívák, a siker teljesen szubjektívvé, irrelevánssá vált.
Éppen ezért a tervezés megmaradt „modern vállalkozásnak”, mindössze posztmodern elemekkel, módszerekkel egészül ki. „Tehát a kérdés nem az, hogy milyen a posztmodern tervezés, hanem az, hogy hogyan lehet tervezni a megváltozott körülmények között, milyen lehetőség van az érdekellentétek, a nem összemérhető aspirációk egymás mellett létezésének kezelésére…”  
A modern tervezés bizonyos elemei túlélték a támadásokat és a tervezés hasonló funkciókat lát el, mint korábban.

### Főbb jellemzők
Lyotard szerint az állam hagyományos szabályozó funkciója megváltozik. Továbbra is a hatalmi elit dönt, de már nemcsak a tőkések és a politikusok tartoznak ide, hanem egy szakértőkből, üzletemberekből, vallási vezetőkből, vezető funkcionáriusokból stb. álló szélesebb réteg. Összetettebbek és változékonyabbak a viszonyok, mindenki önmagára és az együttműködő partnereire van utalva. A társadalmi tervezés, a jövőalkotás is autonóm, különböző funkciójú csoportok cselekvéshálói mentén folyik, különböző súlyú csomópontokban készülnek a tervdokumentumok. Megmaradnak a korábbi kommunikációs felületek, de ezek már nem egységesek, nem beszélhetünk mindent átfogó tervezésről, hanem gyakorlatilag több kicsi, esetenként egymástól teljesen független részekből állnak.
Nem a hagyományos teljesítményelvre támaszkodik és megkérdőjelezi a konszenzust, mint legitimáló eszközt. A legitimációt magából a kommunikációs folyamatokból, a nyelvi gyakorlatokból származtatja. A kérdés az, hogyan tudod érdekeidet másokkal elfogadtatni, tetteid hatékonysága attól függ, hogy milyen szövetségesekre találsz.  A hatalmi harc immár az információ feletti rendelkezésért, az érdekérvényesítési lehetőségért folyik. A célt és a követendő útvonalat nem a „többség” jelöli ki, hanem az a (sokszor kisebbségben lévő) csoport, amely rendelkezik ezekkel a tervezési jogosultságokkal, aki hatalmi pozícióban van.
A diskurzus során a tervezőknek fel kell tárniuk az aktuális értékeket, a nehezen meghatározható közérdek helyett a közösségek összeegyeztetett politikáját kell keresni. A különbözőségek együttes érvényesítése biztosíthatja a társadalmi igazságosságot. El kell tudnunk fogadni a különböző megközelítések létjogosultságát, de közösségi szinten mégis kezelnünk kell ezt a heterogenitást, úgy kell alakítani a cselekedeteinket, hogy képesek legyünk egymás mellett élni.
A tervezők tisztában vannak racionalitásuk korlátozottságával, így elméleti és gyakorlati viták folyamán törekedni a legjobb érveket megtalálni a végső célok érdekében történő konszenzus, vagy ennek hiányában a konkrét gyakorlati célok teljesítése érdekében. A jövőalakítás során alkalmazott eljárások közül az alapján választ, hogy milyen mértékben szolgálja érdekeit, céljait. Gyakran meg kell elégedni a részérdekeket konfliktusmentesen érvényre juttató cselekvési alternatívákkal, amelyek biztosítják a közösség hozzájárulását is. Egyszerre kell biztosítani az egymásmellettiséget és a szükségszerű kölcsönhatást, hogy az valamilyen integráció irányába mutasson.
A posztmodern tervezés talán legkirívóbb jellemzője a racionalitáshoz való viszonya. A modern racionalitásmár nem mindig jelent észszerűséget, nem a közjót szolgálja. A tervezés csakis irracionális lehet, mert kreatív tevékenység, alakítja az elvárásokat, új értéket produkál. Pluralizmust kell feltételezni, tehát el kell fogadni az irracionalitás és a különféle racionalitások létezését is.
Sokan a korszakváltás jeleként emlegetik az életvilágesztétizálódását. Az egyének egyre nagyobb hányada nem célirányosan, hanem esztétikailag intézi mindennapjait (kialakul a fogyasztói társadalom). Ugyanez figyelhető meg a várostervezésben, az ökonómiában, az országok arculatalakításában, az ajtókilincstől kezdve a művészeti iparágig. A világ élménytérré válik. Az esztétizálódás a gazdasági stratégiai tervezés részévé vált. A stratégiák középpontjába a divatteremtés, a fogyasztás magas szintjének fenntartása került. A termékek, szolgáltatások esetében már nem az eredeti rendeltetés, hanem a kommunikált életstílus, a státusz a fontos. Szerepet cserél a lényeg és a forma, a valóság és a látszat. A technológia fejlődése lehetővé tette, hogy a termékek gyártása, a fogyasztóhoz való eljuttatása is esztétizálódjon (a marxizmus válasza). Maga a termék is a virtuális világban, a számítógépek segítségével születik, a valóságról alkotott képet, pedig a média befolyásolja. A cselekvések tervezésének célja már nem a külső sikerekre irányul, hanem a belső élmények fokozására. Ebből kifolyólag a csoportok nem elsősorban a származás, foglalkozás alapján különböznek egymástól, hanem a mindennapi életben, az életfilozófiában.
Ezt követően az várható, hogy a közszférában folyó tervezésben is megjelenik az új trend. A tervezőknek meg kell tanulniuk kezelni a szép, az ízléses stb. kategóriákat.

## A tervezés szintjei
Az alábbi állítások nemcsak a pragmatikus eklektikára igazak, hanem minden tervezés során követhetőek. A következő szempontok figyelembevételével készülhet el egy terv:
- jövőkép: annak meghatározása, hova akar eljutni a döntéshozó, vagy a közösség, rövid- , hosszú távú célok
- küldetés: átfogó cél meghatározása, amely mindig konkrét, az adott közösségre, intézményre szabott
- alapvető célok: jelenleg elérendő célok megfogalmazása több pontban
- kulcsfontosságú területek: meghatározza, hogy a kitűzött célokon belül melyek a változtatásra szoruló területek, és fontossági sorrendbe állítja azokat
- irányvonalak: meghatározza, hogy egyes területeken mit kellene elérni a fejlesztésekkel, pl. személyes tényezők, környezeti adottságok.